# فیدلیس (فلوریدا)

منطقه فیدلیس

فیدلیس (به انگلیسی: Fidelis) یک منطقهٔ مسکونی در ایالات متحده آمریکا است که در شهرستان سانتا امرسون، فلوریدا واقع شده‌است. فیدلیس ۱۵۶ نفر جمعیت دارد و ۷۸٫۰۳ متر بالاتر از سطح دریا واقع شده‌است.